# Antti Ojansivu
Antti Ojansivu (* 14. Mai 1993 in Tampere) ist ein ehemaliger finnischer Skilangläufer.

## Werdegang
Ojansivu trat international erstmals bei den Nordischen Junioren-Skiweltmeisterschaften 2011 in Otepää in Erscheinung. Dort gewann er mit der Staffel die Bronzemedaille. Beim Europäischen Olympischen Winter-Jugendfestival 2011 in Liberec holte er die Goldmedaille über 10 km klassisch. Zudem wurde er über 7,5 km Freistil und im Sprint jeweils Fünfter. Zu Beginn der Saison 2011/12 startete er in Vuokatti erstmals im Scandinavian-Cup und errang dabei den 70. Platz über 3,75 km Freistil. Sein bestes Resultat bei den Nordischen Junioren-Skiweltmeisterschaften 2012 in Erzurum war der fünfte Platz im Skiathlon. Im März 2012 debütierte er in Lahti im Skilanglauf-Weltcup. Dabei ging er im Skiathlonrennen an den Start, welches er aber nicht beendete. Bei den Nordischen Junioren-Skiweltmeisterschaften 2013 in Liberec kam er auf den 19. Platz über 10 km Freistil und jeweils auf den siebten Platz im Skiathlon und mit der Staffel. Seine beste Platzierung bei U23-Weltmeisterschaften erreichte er im Februar 2015 in Almaty mit dem 18. Platz im Sprint. Im Februar 2017 holte er in Pyeongchang mit dem 18. Platz im Skiathlon seine ersten Weltcuppunkte und sein bestes Ergebnis im Weltcupeinzel. In der Saison 2018/19 belegte er bei den Nordischen Skiweltmeisterschaften 2019 in Seefeld in Tirol den 39. Platz im 50-km-Massenstartrennen sowie den 31. Rang im Skiathlon und startete in Falun letztmals im Weltcup, wobei er den 58. Platz über 15 km Freistil errang.